# 米哈伊尔·尤里耶维奇
米哈伊尔·尤里耶维奇（羅馬化：Mikhalko (Mikhail) Yuryevich；1145/1153年—1176年6月20日），或按烏克蘭語名譯米哈伊洛·尤里約維奇（羅馬化：Mykhailo (Mykhalko) Yuriiovych），托尔切斯克王爵（1160年代中期至1173年）、弗拉基米尔-苏兹达尔大公国的弗拉基米爾大公（1175-1176年）和基辅大公國的基輔大公（1171年）。